# 3993 Sorm
3993 Sorm је астероид главног астероидног појаса са средњом удаљеношћу од Сунца која износи 2,570 астрономских јединица (АЈ).
Апсолутна магнитуда астероида је 12,5.